# Declaració dels Drets i els Deures de l'Home i del Ciutadà de 1795
La Declaració dels Drets i els Deures de l'Home i del Ciutadà de 1795 correspon al preàmbul de la Constitució del  5 fructidor any III (22 d'agost de 1795) d'on ve el seu altre nom, Declaració de l'any III.
Els drets proclamats són en part represos de la  Declaració de 1793 però se'n distingeixen nombroses consideracions, sobretot tractant-se dels drets polítics i socials. La declaració suprimeix així l'esment que declara tots els homes «iguals per naturalesa i davant la llei» (article 3 de 1793), supressió lògica, ja que ve al preàmbul a una Constitució que reconeix el sufragi censatari. Tot i això, el text de 1795 no esmenta més que els homes «neixen i romanen lliures i iguals en dret», l'esclavatge resta  abolit en resposta a la decisió de la Convenció del 5 de gener de 1794 (16 nivós, any II). El text de 1795 renuncia també a defensar les llibertats religioses i d'opinió de les precedents declaracions (articles X a XII de 1789, article 7 de 1793).
Amoïnats per mantenir l'ordre, els  Constituents instauren per primera vegada deures a la declaració dels drets que són en essència generalitats sense gran abast jurídic ni filosòfic sinó reafirmant els deures del legislador. Nombrosos articles enuncien preceptes bona conducta. Així l'article 4 diu: «Ningú no és bon ciutadà, si no és bon fill, bon pare, bon germà, bon amic, bon espòs».
La declaració de 1795 marca doncs una ruptura respecte a la  versió de 1789, però sobretot amb la de  1793. És en efecte procedent dels debats agitats al si de la Convenció termidoriana, marcats per la destitució del govern revolucionari de Robespierre, el 9 termidor, any II (27 juliol de 1794) i porta l'empremta d'una assemblea burgesa. La declaració del 1795 es considera com a reacció de la dreta al regnat del terror. La Declaració en qualsevol de les seves formes va ser ignorada en gran part per Napoleó i els Borbons restaurats fins que la Revolució de 1830 va continuar combinant-la amb les constitucions franceses.
Malgrat aquestes característiques polèmiques de vegades titllades de reaccionàries pel que fa a l'esperit de les  Llums que anima la  Revolució, la Declaració de 1795 i els debats engendrats al voltant de la Constitució de l'any III jugaran un gran paper en l'elaboració del dret constitucional francès. Entre els grans principis introduïts per la Declaració de 1795, es pot evocar la separació de poders (article 22) o fins i tot la noció de reserva militar per a la defensa de la pàtria.